# Абигејл Филмор
Абигејл Филмор (енгл. Abigail Fillmore; Стилвотер, 14. март 1798 — Вашингтон, 30. март 1853) била је супруга тринаестог председника Сједињених Држава Миларда Филмора, Прва дама Сједињених Држава од 1850. до 1853. године и друга дама Сједињених Држава од 1849. до 1850. године.

## Младост
Абигејл је рођена у Стилвотеру у округу Саратога 13. марта 1798. године. Њен отац био је пречасни Лемјуел Паверс баптистички свештеник, а њена мајка била је Абигејл Њуленд Паверс.
Одрасла је у граду Морејвија, недало од фарме њеног будућег супруга, Миларда Филмора. Отац јој је преминуо мало након њеног рођендана, а њена мајка је са њом и осталом децом отишла у западни део земље, мање насељен, где је уз помоћ библиотеке образовала свог сина и ћерку.

## Образовање
Пре него што се Агигејл са породицом преселила у округ Кејуга, образовали су се уз помоћ библиотеке њеног покојног оца. Брзо је заволела књижевност, а показала је заинтересованост и за математику, политику, историју, филозофију и географију. Након што је завршила школу постала је учитељица, а своје учење наставила је и након што је добила функцију прве даме Сједињених Држава и тако била једина прва дама која је своје школовање наставила и након добијања те функције.

## Каријера
Године 1814. Абигејл је постаја привремена учитељица у Сепрониуској сеоској школи, а 1817. године добила стални наставник, да би 1819. године почела да ради и у приватној академији Нова нада. 1825. године отворила је школу у округу Брум, а након тога вратила се свом послу у сеоској школи.

## Брак и породица
На академији Нова нада, 1819. године била је наставница, а њен најстарији ученик био је управо њен будући супруг, Милард Филмор. Они су често заједно радили и учили, а имали су и иста интересовања, па је њихов однос наставника и ученика постепено прешао у везу.
Абигејл и Милард Филмор венчали су се 5. фебруара 1826. године у дому млађег братс од Абигејл у Морејвији.
Абигејл Филмор је и након венчања наставила да предаје, све до рођења првог детета. Из брака са Филмором имала сина Миларда Поверса Филмора (1828–1889) и ћерку Мери Абигејл Филмор (1832–1854).

## Политика
Након што је постао Конгресмен, Милард Филмор и Абигејл су купили луксузну кућу са шест соба у Буфалу. Абигејл је своје време проводила гајећи башту и читајући. Када је 1847. године Филмор изабран за државног контролора Њујорка, породица се привремено преселили у Олбани, а њихова деца су отишла у интернате и на колеџе.
Године 1849. Абигејл и Филмор преселили су се у Вашингтон, где, када је он постао потпредседник Сједињених Држава, а Абигејл друга дама Сједињених Држава.

## Прва дама Сједињених Држава
Шестаест месеци касније, након смрти Закари Тејлор, Филморови су се преселили у Белу кућу, а Абигејл је постала Прва дама Сједињених Држава. Због лошег здравственог стања, Абигејл није могла да води све послове функције прве даме Сједињених Држава, па јој је у томе помагала ћерка. Сваког петка увече у Белој кући одржаван је пријем, који је Абигејл организовала. Била је видно љута што у Белој кући не постоји библбиотека, па је Конгрес издвојио 2.000 долара и опремио Белу кућу са библиотеком. У библиотеци су се налазила дела Вилијама Шекспира, књиге о истији, географија и клавир од Абигејл, који сама научила да свира. У своју резиденцију редовно је звала писце попут Чарла Дикенса, Вилијама Текерија и многе друге. Медији су је описивали као духовиту жену, омиљену од свих претходних првих дама.
Док јој је муж био одустан, био је увек у контакту са Абигејл, која му је пружала савете и подршку, а њено мишљење је толико ценио, да никада није доносио важне одлуке без консултовања са њом.
Иако је била на функцији прве даме Сједињених Држава, Абигејл је радила и као наставник. Јавност и медији су били свесни њеног образвоања, посла наставнице, а највеће симпатије медија добила је након иницијативе за отварање библиотеке у Белој кући. Она је отворила пут будућим женама и првим дамама да добију образовање.

## Смрт
Филморови су након завршетка функција желели да путују Европом наредних месеци. Током инагурације Френклина Пирса, 1853. године, Абигејл се прехладила, а сутрадан добила грозницу која се разбила у упалу плућа. Абигејл је преминула у 55. години живота, 30. марта 1853. године у Вашингтону, 26 дана пре истека мандата за прву даму Сједињених Држава. Сахрањена је на градском гробљу у Буфалу.
Након 5. година, 10. фебруара 1858. године, њен сурпуг је оженио Карлон Кармичел.

## Галерија
- Филморова у Конгресној библиотеци
- Гроб Абигејл Паверс Филмор
- Портрет Абигејл у Белој кући
- Цртеж Абигејл Филмор